# Großer Preis von Österreich 2000
Der Große Preis von Österreich 2000 (offiziell XXIV Großer A1 Preis von Österreich) fand am 16. Juli auf dem A1-Ring in Spielberg statt und war das zehnte Rennen der Formel-1-Weltmeisterschaft 2000.

## Berichte

### Hintergrund
Nach dem Großen Preis von Frankreich führte Michael Schumacher in der Fahrerwertung mit zwölf Punkten vor David Coulthard und mit 18 Punkten vor Mika Häkkinen. In der Konstrukteurswertung führte Ferrari mit sechs Punkten vor McLaren-Mercedes und mit 70 Punkten vor Benetton-Supertec.
Coulthard bestritt seinen 100. Grand Prix.
Während des Rennwochenendes gab es einen Fahrerwechsel: Luciano Burti gab bei sein Formel-1-Debüt für Jaguar als Ersatz für Eddie Irvine, der das Rennwochenende krankheitsbedingt nach dem Freitagstraining abbrechen musste.
Mit Jacques Villeneuve und Häkkinen (jeweils einmal) traten zwei ehemalige Sieger zu diesem Grand Prix an.

### Training

#### Freitagstraining
Im Freitagstraining kam es zu einer McLaren-Doppelführung mit Coulthard vor Häkkinen. Mika Salo wurde Dritter.

#### Samstagstraining
Im Samstagstraining blieben beide McLaren-Piloten vorne. Diesmal war aber Häkkinen der schnellere Pilot. Dritter wurde Michael Schumacher.

### Qualifying
Im Qualifying setzte sich Häkkinen durch und fuhr vor Coulthard und Rubens Barrichello auf die Pole-Position.

### Warm Up
Im Warm Up übernahm mit Barrichello erstmals kein McLaren-Pilot die erste Position. Coulthard und Häkkinen folgten auf den Plätzen zwei und drei.

### Rennen
In der Anfahrt zu Startaufstellung wurde am Jaguar von Burti ein Abfall des Wasserdrucks bemerkt, er musste ins Ersatzauto wechseln und aus der Boxengasse starten. Sein Startplatz blieb frei.
Beim Start behielt Häkkinen die Führung bis zur ersten Kurve. Sein Teamkollege Coulthard fuhr dort neben ihn, entschied sich allerdings dafür, hinter dem Finnen zu bleiben. Dahinter hatten beide Ferrari langsame Starts und mussten sich gegen Ricardo Zonta im BAR wehren. Michael Schumacher zog an Barrichello vorbei und war nun Dritter. Weiter hinten verlor Pedro Diniz die Kontrolle über seinen Wagen, nachdem er ausweichen musste, um den vor ihm liegenden Jos Verstappen nicht zu berühren. Diniz schoss mit etwa 200 km/h über die Strecke und in Giancarlo Fisichella hinein, welcher daraufhin scharf nach rechts bog und in den Reifenstapel fuhr. Davor bremste Zonta und prallte in das Heck von Michael Schumacher und drehte ihn um. Michael Schumacher blieb auf den Bordsteinen neben dem Rasen gegen die Fahrtrichtung stehen. Jarno Trulli war zu diesem Zeitpunkt dich hinter Barrichello und kollidierte mit dem Heck des Ferrari. Barrichello wurde ins Kies geschickt und vermied so eine weitere Kollision mit Michel Schumacher. Allerdings traf Trulli die rechte Vorderradaufhängung von Michael Schumacher´s Ferrari und schob ihn auf die Strecke zurück. Die anderen Fahrer mussten dann links und rechts an Michael Schumacher vorbeifahren. Dabei kollidierte Diniz mit dem Seitenkasten seines Teamkollegen Salo. Ralf Schumacher drehte sich dann und blieb in der Nähe der beiden Sauber stehen, konnte seinen Wagen jedoch wieder starten und weiterfahren.
Rennleiter Charlie Whiting entschied, dass der Vorfall keinen Abbruch des Rennens rechtfertigte und schickte stattdessen das Safety-Car auf die Strecke. Für Fisichella, Trulli und Michael Schumacher war das Rennen bereits beendet. Die Streckenposten räumten mit Bergungsfahrzeugen Trümmer weg und entfernten die beschädigten Autos außerhalb der Ideallinie.
Das Safety-Car kam am Ende der zweiten Runde an die Box und das Rennen wurde mit Häkkinen in Führung neu gestartet. Verstappen brauchte 15,5 Sekunden, um einen Boxenstopp durchzuführen und einen beschädigten Frontflügel auszutauschen. Barrichello (der einen beschädigten rechten hinteren Diffusor hatte) und Heinz-Harald Frentzen überholten Jenson Button, der in Runde drei auf den achten Platz zurückfiel. Am Ende der dritten Runde lautete die Rennreihenfolge Häkkinen, Coulthard, Salo, Pedro de La Rosa, Johnny Herbert und Barrichello.
Beide McLaren-Fahrer begannen, sich vom Rest des Feldes abzusetzen und tauschten die schnellsten Runden aus, als de la Rosa zu Beginn der vierten Runde Salo für den dritten Platz überholte. Barrichello überholte Herbert in dieser Runde als Fünfter. Mit einem Motorschaden in Runde fünf war Frentzens Jordan der vierte Ausfall des Rennens und drehte sich aufgrund von Öl, das aus seinem Auto tropfte, um. In der sechsten Runde fuhr Verstappen eine neue schnellste Runde, als er schnell auf Diniz auf dem 17. Platz aufholte. Jean Alesi überholte seinen Teamkollegen Nick Heidfeld in der nächsten Runde und war nun Zehnter.
In der achten Runde lagen Coulthard und de la Rosa aufgrund der konstant schnellsten Runden von Häkkinen fünf Sekunden auseinander. Ralf Schumacher machte einen Boxenstopp für einen neuen Frontflügel, während Barrichello in derselben Runde Salo für den vierten Platz überholte. Ralf Schumacher kam in der folgenden Runde zur Reparatur seiner linken Vorderradbremse erneut an die Box. In Runde 13 hatte Häkkinen einen Vorsprung von zwei Sekunden vor Coulthard, der zehn Sekunden vor de la Rosa lag. Obwohl er sich als Fünfter von Salo absetzte, lag Barrichello sechs Sekunden hinter de la Rosa. Verstappen schied in Runde 15 aufgrund eines Getriebeschadens als Fünfter im Rennen aus. In Runde 16 erhielten Diniz und Zonta nach einer Überprüfung der Fernsehberichterstattung eine Stop-and-Go-Strafe von jeweils zehn Sekunden, beide wegen ihrer Rolle bei den Unfällen in der ersten Runde. Sie nahmen ihre Strafen sofort wahr. Zwei Runden später kam Ralf Schumacher aus seiner Garage, um wieder ins Rennen einzusteigen. Häkkinens Vorsprung vor Coulthard vergrößerte sich bis zur 24. Runde auf 10,9 Sekunden. Alesi, der eine Zwei-Stopp-Strategie verfolgte, war der erste Fahrer, der in derselben Runde einen geplanten Boxenstopp einlegte, und verließ die Boxengasse auf dem 13. Platz. Als Zonta in Runde 25 versuchte, Gastón Mazzacane an der Castrol-Kurve zu überholen, kollidierte er mit ihm und rückte Diniz auf den 14. Platz vor.
In der 30. Runde hatte Häkkinen einen Vorsprung von 15,2 Sekunden vor Coulthard. McLaren entschied sich dafür, sie leicht zu verlangsamen, indem Boxentafeln herausgehalten wurden, die sie anwiesen, ihre Umdrehungen pro Minute zu reduzieren, um ihre Motoren zu schonen. Nachdem Arrows in Runde 33 ungewöhnlich hohe Getriebetemperaturen bemerkte, schied de la Rosa aufgrund eines Getriebeöllecks in der Boxengasse vom dritten Platz aus. Dies brachte Button auf die sechste Position. Alexander Wurz fiel auf den zehnten Platz zurück, nachdem er in Runde 34 Achter geworden war. Häkkinens Vorsprung war auf mehr als 17 Sekunden angewachsen, als er in Runde 38 seinen einzigen Boxenstopp einlegte und als Zweiter zurückkam. Sein Teamkollege Coulthard führte die nächsten drei Runden, bevor auch er in Runde 42 seinen einzigen Boxenstopp einlegte. Coulthard kehrte hinter Häkkinen auf die Strecke zurück, der mit vollem Tank schnell war und sicherstellen wollte, dass sein Teamkollege nicht nah genug dran war, um um den Sieg zu kämpfen. Salo, Herbert, Barrichello, Button und Villeneuve machten in den nächsten fünf Runden alle Boxenstopps. In Runde 43 kollidierte Alesi, der 14. war, aber seinen letzten Boxenstopp noch nicht absolviert hatte, mit seinem Teamkollegen Heidfeld und die beiden schieden nach einem erfolglosen Überholvorgang aus.
Am Ende der 50. Runde, als die geplanten Boxenstopps abgeschlossen waren, lautete die Reihenfolge Häkkinen, Coulthard, Barrichello, Villeneuve, Button und Salo. Button versuchte in Runde 51 ein Überholmanöver gegen Villeneuve, verbremste sich aber und war nun knapp vor Salo. In Runde 60 hatte Zonta Probleme mit der Überhitzung des Motors und schied im Kiesbett der Remus-Kurve-Kurve aus. Mazzacane wurde in dieser Runde eine 10-Sekunden-Stop-and-Go-Strafe auferlegt. Dieser nahm seine Strafe in Runde 61 wahr. Ralf Schumacher kam aufgrund eines Bremsversagens von der Strecke ab und schied in der folgenden Runde aus. Coulthard fuhr in Runde 66 die schnellste Runde des Rennens mit 1:11,783 Minuten, innerhalb von neun Sekunden hinter Häkkinen, der in dieser Runde langsamer war, obwohl es so aussah, als würde Letzterer problemlos gewinnen.
Häkkinen gewann das Rennen vor Coulthard und Barrichello. Die restlichen Punkteplatzierungen belegten Villeneuve, Button und Salo. Herbert, Marc Gené, Diniz und Wurz lagen auf den nächsten vier Positionen, wenn auch eine Runde hinter dem Sieger, wobei Burti und Mazzacane die letzten gewerteten Fahrer waren.
In der Weltmeisterschaft verkürzten Coulthard und Häkkinen ihren Rückstand auf Michael Schumacher erneut. Die ersten drei Positionen blieben auch in der Konstrukteurswertung unverändert.
Nach dem Rennen gab die FIA bekannt, dass sie Unregelmäßigkeiten mit einer Elektronikbox in Häkkinens Auto untersuchen würde. Dies war darauf zurückzuführen, dass die Aufsichtsbehörde der Formel 1 ein fehlendes erforderliches Papiersiegel entdeckte. Die FIA kam am 25. Juli zu dem Schluss, dass McLaren nicht von dem fehlenden Siegel profitierte und Häkkinens Sieg daher bestehen blieb. McLaren hingegen wurden 10 Punkte abgezogen und eine Geldstrafe von 50.000 US-Dollar verhängt, weil er gegen Artikel 7 des Formel-1-Sportreglements von 2000 verstoßen hatte, der vorsah, dass die Teilnehmer während der Veranstaltung bestimmte Sicherheits- und Zulassungskriterien einhalten mussten.

## Meldeliste
| Team                           | Nr. | Fahrer                | Chassis         | Motor                 | Reifen |
| ------------------------------ | --- | --------------------- | --------------- | --------------------- | ------ |
| West McLaren Mercedes          | 01  | Mika Häkkinen         | McLaren MP4/15  | Mercedes-Benz 3.0 V10 | B      |
| West McLaren Mercedes          | 02  | David Coulthard       | McLaren MP4/15  | Mercedes-Benz 3.0 V10 | B      |
| Scuderia Ferrari Marlboro      | 03  | Michael Schumacher    | Ferrari F1-2000 | Ferrari 3.0 V10       | B      |
| Scuderia Ferrari Marlboro      | 04  | Rubens Barrichello    | Ferrari F1-2000 | Ferrari 3.0 V10       | B      |
| Benson and Hedges Jordan       | 05  | Heinz-Harald Frentzen | Jordan EJ10     | Mugen-Honda 3.0 V10   | B      |
| Benson and Hedges Jordan       | 06  | Jarno Trulli          | Jordan EJ10     | Mugen-Honda 3.0 V10   | B      |
| Jaguar Racing                  | 07  | Eddie Irvine          | Jaguar R1       | Cosworth 3.0 V10      | B      |
| Jaguar Racing                  | 07  | Luciano Burti         | Jaguar R1       | Cosworth 3.0 V10      | B      |
| Jaguar Racing                  | 08  | Johnny Herbert        | Jaguar R1       | Cosworth 3.0 V10      | B      |
| BMW Williams F1 Team           | 09  | Ralf Schumacher       | Williams FW22   | BMW 3.0 V10           | B      |
| BMW Williams F1 Team           | 10  | Jenson Button         | Williams FW22   | BMW 3.0 V10           | B      |
| Mild Seven Benetton Playlife   | 11  | Giancarlo Fisichella  | Benetton B200   | Supertec 3.0 V10      | B      |
| Mild Seven Benetton Playlife   | 12  | Alexander Wurz        | Benetton B200   | Supertec 3.0 V10      | B      |
| Gauloises Prost Peugeot        | 14  | Jean Alesi            | Prost AP03      | Peugeot 3.0 V10       | B      |
| Gauloises Prost Peugeot        | 15  | Nick Heidfeld         | Prost AP03      | Peugeot 3.0 V10       | B      |
| Red Bull Sauber Petronas       | 16  | Pedro Diniz           | Sauber C19      | Petronas 3.0 V10      | B      |
| Red Bull Sauber Petronas       | 17  | Mika Salo             | Sauber C19      | Petronas 3.0 V10      | B      |
| Arrows F1 Team                 | 18  | Pedro de la Rosa      | Arrows A21      | Supertec 3.0 V10      | B      |
| Arrows F1 Team                 | 19  | Jos Verstappen        | Arrows A21      | Supertec 3.0 V10      | B      |
| Telefonica Minardi Fondmetal   | 20  | Marc Gené             | Minardi M02     | Fondmetal 3.0 V10     | B      |
| Telefonica Minardi Fondmetal   | 21  | Gastón Mazzacane      | Minardi M02     | Fondmetal 3.0 V10     | B      |
| Lucky Strike Reynard BAR Honda | 22  | Jacques Villeneuve    | BAR 002         | Honda 3.0 V10         | B      |
| Lucky Strike Reynard BAR Honda | 23  | Ricardo Zonta         | BAR 002         | Honda 3.0 V10         | B      |

Anmerkungen
1. 1 2  Irvine fuhr den Jaguar mit der Nummer 7 im Freitagstraining. Burti übernahm das Fahrzeug anschließend für das restliche Rennwochenende.

## Klassifikationen

### Qualifying
| Pos. | Fahrer                | Konstrukteur      | Zeit     | Start |
| ---- | --------------------- | ----------------- | -------- | ----- |
| 01   | Mika Häkkinen         | McLaren-Mercedes  | 1:10,410 | 01    |
| 02   | David Coulthard       | McLaren-Mercedes  | 1:10,795 | 02    |
| 03   | Rubens Barrichello    | Ferrari           | 1:10,844 | 03    |
| 04   | Michael Schumacher    | Ferrari           | 1:11,046 | 04    |
| 05   | Jarno Trulli          | Jordan-Mugen      | 1:11,640 | 05    |
| 06   | Ricardo Zonta         | BAR-Honda         | 1:11,647 | 06    |
| 07   | Jacques Villeneuve    | BAR-Honda         | 1:11,649 | 07    |
| 08   | Giancarlo Fisichella  | Benetton-Supertec | 1:11,658 | 08    |
| 09   | Mika Salo             | Sauber-Petronas   | 1:11,761 | 09    |
| 10   | Jos Verstappen        | Arrows-Supertec   | 1:11,905 | 10    |
| 11   | Pedro Diniz           | Sauber-Petronas   | 1:11,931 | 11    |
| 12   | Pedro de la Rosa      | Arrows-Supertec   | 1:11,978 | 12    |
| 13   | Nick Heidfeld         | Prost-Peugeot     | 1:12,037 | 13    |
| 14   | Alexander Wurz        | Benetton-Supertec | 1:12,038 | 14    |
| 15   | Heinz-Harald Frentzen | Jordan-Mugen      | 1:12,043 | 15    |
| 16   | Johnny Herbert        | Jaguar-Cosworth   | 1:12,238 | 16    |
| 17   | Jean Alesi            | Prost-Peugeot     | 1:12,304 | 17    |
| 18   | Jenson Button         | Williams-BMW      | 1:12,337 | 18    |
| 19   | Ralf Schumacher       | Williams-BMW      | 1:12,347 | 19    |
| 20   | Marc Gené             | Minardi-Fondmetal | 1:12,722 | 20    |
| 21   | Luciano Burti         | Jaguar-Cosworth   | 1:12,822 | 21    |
| 22   | Gastón Mazzacane      | Minardi-Fondmetal | 1:13,419 | 22    |

### Rennen
| Pos. | Fahrer                | Konstrukteur      | Runden | Stopps | Zeit        | Start | Schnellste Runde |
| ---- | --------------------- | ----------------- | ------ | ------ | ----------- | ----- | ---------------- |
| 01   | Mika Häkkinen         | McLaren-Mercedes  | 71     | 1      | 1:28:15,818 | 01    | 1:11,837 (27.)   |
| 02   | David Coulthard       | McLaren-Mercedes  | 71     | 1      | + 12,535    | 02    | 1:11,783 (66.)   |
| 03   | Rubens Barrichello    | Ferrari           | 71     | 1      | + 30,795    | 03    | 1:11,887 (68.)   |
| 04   | Jacques Villeneuve    | BAR-Honda         | 70     | 1      | + 1 Runde   | 07    | 1:12,630 (44.)   |
| 05   | Jenson Button         | Williams-BMW      | 70     | 1      | + 1 Runde   | 18    | 1:12,964 (46.)   |
| 06   | Mika Salo             | Sauber-Petronas   | 70     | 1      | + 1 Runde   | 09    | 1:13,674 (69.)   |
| 07   | Johnny Herbert        | Jaguar-Cosworth   | 70     | 1      | + 1 Runde   | 16    | 1:13,613 (70.)   |
| 08   | Marc Gené             | Minardi-Fondmetal | 70     | 1      | + 1 Runde   | 20    | 1:13,626 (41.)   |
| 09   | Pedro Diniz           | Sauber-Petronas   | 70     | 3      | + 1 Runde   | 11    | 1:12,955 (63.)   |
| 10   | Alexander Wurz        | Benetton-Supertec | 70     | 1      | + 1 Runde   | 14    | 1:13,317 (65.)   |
| 11   | Luciano Burti         | Jaguar-Cosworth   | 69     | 1      | + 2 Runden  | Box   | 1:14,098 (39.)   |
| 12   | Gastón Mazzacane      | Minardi-Fondmetal | 68     | 2      | + 3 Runden  | 22    | 1:13,733 (67.)   |
| –    | Ricardo Zonta         | BAR-Honda         | 58     | 2      | DNF         | 06    | 1:12,855 (44.)   |
| –    | Ralf Schumacher       | Williams-BMW      | 52     | 5      | DNF         | 19    | 1:12,811 (42.)   |
| –    | Nick Heidfeld         | Prost-Peugeot     | 41     | 1      | DNF         | 13    | 1:13,593 (38.)   |
| –    | Jean Alesi            | Prost-Peugeot     | 41     | 1      | DNF         | 17    | 1:14,039 (41.)   |
| –    | Pedro de la Rosa      | Arrows-Supertec   | 32     | 0      | DNF         | 12    | 1:13,490 (25.)   |
| –    | Jos Verstappen        | Arrows-Supertec   | 14     | 1      | DNF         | 10    | 1:14,227 (09.)   |
| –    | Heinz-Harald Frentzen | Jordan-Mugen      | 4      | 0      | DNF         | 15    | 1:16,588 (04.)   |
| –    | Michael Schumacher    | Ferrari           | 0      | 0      | DNF         | 04    | –                |
| –    | Jarno Trulli          | Jordan-Mugen      | 0      | 0      | DNF         | 05    | –                |
| –    | Giancarlo Fisichella  | Benetton-Supertec | 0      | 0      | DNF         | 08    | –                |

## WM-Stände nach dem Rennen
Die ersten sechs des Rennens bekamen 10, 6, 4, 3, 2 bzw. 1 Punkt(e).

### Fahrerwertung
| Pos. | Fahrer                | Konstrukteur      | Punkte |
| ---- | --------------------- | ----------------- | ------ |
| 01   | Michael Schumacher    | Ferrari           | 56     |
| 02   | David Coulthard       | McLaren-Mercedes  | 50     |
| 03   | Mika Häkkinen         | McLaren-Mercedes  | 48     |
| 04   | Rubens Barrichello    | Ferrari           | 36     |
| 05   | Giancarlo Fisichella  | Benetton-Supertec | 18     |
| 06   | Ralf Schumacher       | Williams-BMW      | 14     |
| 07   | Jacques Villeneuve    | BAR-Honda         | 11     |
| 08   | Jarno Trulli          | Jordan-Mugen      | 6      |
| 09   | Heinz-Harald Frentzen | Jordan-Mugen      | 5      |
| 10   | Jenson Button         | Williams-BMW      | 5      |
| 11   | Mika Salo             | Sauber-Petronas   | 4      |
| 12   | Eddie Irvine          | Jaguar-Cosworth   | 3      |

| Pos. | Fahrer           | Konstrukteur      | Punkte |
| ---- | ---------------- | ----------------- | ------ |
| 13   | Jos Verstappen   | Arrows-Supertec   | 2      |
| 14   | Ricardo Zonta    | BAR-Honda         | 1      |
| 15   | Pedro de la Rosa | Arrows-Supertec   | 1      |
| 16   | Pedro Diniz      | Sauber-Petronas   | 0      |
| 17   | Alexander Wurz   | Benetton-Supertec | 0      |
| 18   | Johnny Herbert   | Jaguar-Cosworth   | 0      |
| 19   | Marc Gené        | Minardi-Fondmetal | 0      |
| 20   | Nick Heidfeld    | Prost-Peugeot     | 0      |
| 21   | Gastón Mazzacane | Minardi-Fondmetal | 0      |
| 22   | Jean Alesi       | Prost-Peugeot     | 0      |
| 23   | Luciano Burti    | Jaguar-Cosworth   | 0      |

### Konstrukteurswertung
| Pos. | Konstrukteur      | Punkte |
| ---- | ----------------- | ------ |
| 01   | Ferrari           | 92     |
| 02   | McLaren-Mercedes  | 88     |
| 03   | Williams-BMW      | 19     |
| 04   | Benetton-Supertec | 18     |
| 05   | BAR-Honda         | 12     |
| 06   | Jordan-Mugen      | 11     |

| Pos. | Konstrukteur      | Punkte |
| ---- | ----------------- | ------ |
| 07   | Sauber-Petronas   | 4      |
| 08   | Jaguar-Cosworth   | 3      |
| 09   | Arrows-Supertec   | 3      |
| 10   | Minardi-Fondmetal | 0      |
| 11   | Prost-Peugeot     | 0      |

Anmerkungen
1. ↑  Aufgrund eines fehlenden FIA-Siegels an Häkkinens Auto wurden McLaren-Mercedes nachträglich zehn Konstrukteurspunkte aberkannt.